# Il padrino - Parte II (colonna sonora)
Il padrino - Parte II (The Godfather Part II) è la colonna sonora dell'omonimo film, pubblicata nel 1974 come LP dalla ABC Records e nel 1991, in versione CD, dalla MCA. Le musiche sono composte da Nino Rota e le parti bandistiche da Carmine Coppola, dirette da quest'ultimo.
Alla colonna sonora e a entrambi i compositori è stato assegnato il premio Oscar 1975.

## Tracce
1. "Main Title/The Immigrant" (Nino Rota) - 3:27
2. "A New Carpet" (Nino Rota) - 2:00
3. "Kay" (Nino Rota) - 3:00
4. "Ev'ry Time I Look in Your Eyes/After the Party" (Carmine Coppola, Nino Rota) - 2:35
5. "Vito and Abbandando" (Nino Rota) - 2:38
6. "Senza Mamma/Ciuri-Ciuri/Napule Ve Salute" - 2:36, cantata da Livio Giorgi
7. "The Godfathers at Home" (Nino Rota) - 2:35
8. "Remember Vito Andolini" (Nino Rota) - 2:52
9. "Michael Comes Home" (Nino Rota) - 2:19
10. "Marcia Stilo Italiano" (Carmine Coppola) - 2:02
11. "Ninna Nanna a Michele" (Nino Rota) - 2:22, cantata da Nino Palermo
12. "The Brothers Mourn" (Nino Rota) - 3:21
13. "Murder of Don Fanucci" (Carmine Coppola) - 2:50
14. "End Title" (Nino Rota) - 3:51